# Ayaka (cantante)
Ayaka  (絢香?), pseudonimo di Ayaka Iida (飯田 絢香?, Iida Ayaka; Moriguchi, 18 dicembre 1987), è una cantante giapponese.

## Biografia
Nata a Moriguchi, nella prefettura di Osaka, comincia la sua carriera cantando cover ai concerti scolastici e successivamente iscrivendosi alla scuola di musica a Fukuoka, dove comincia anche a scrivere canzoni. Nel 200] debutta ufficialmente nel mondo della musica quando viene invitata a cantare la sigla per il telefilm @Human. Lyor Cohen, amministratore delegato della Warner Music Group, le propose quindi un contratto, paragonando ai media il suo talento a quello di Mariah Carey e Utada Hikaru.
Dopo aver realizzato la canzone I Believe per un altro telefilm, Rondo, e aver venduto oltre 220 000 copie certificando il singolo come disco d'oro, incide il suo primo album il 1º novembre 2006, intitolato First Message. Anche quest'album ottiene molto successo, arrivando a vendere oltre 350 000 copie nella prima settimana e oltre un milione in totale, aggiudicandosi il disco di diamante in Giappone. Dei successivi tre singoli estratti, due riceveranno il disco d'oro per aver venduto oltre 100 000 copie ciascuno. Il 25 giugno 2008 Ayaka pubblica il suo secondo album, Sing to the Sky, che vendendo oltre 615 000 copie viene certificato doppio disco di platino. Il primo singolo estratto, Winding Road, viene anch'esso certificato disco di platino, mentre il secondo singolo Jewelry Day e il terzo singolo Clap & Love/Why vengono entrambi certificati disco d'oro.
Sempre nel 2008 realizza il brano Why, poi pubblicato come singolo, per il videogioco della Square Enix Crisis Core: Final Fantasy VII. L'anno successivo, il 23 settembre, viene pubblicata la raccolta Ayaka's History 2006–2009, che viene certificato disco di diamante vendendo oltre un milione di copie in Giappone.
Il 22 febbraio 2009 si sposa con l'attore giapponese Hiro Mizushima, mentre il 2 aprile dello stesso anno dichiara di aver contratto il morbo di Basedow-Graves, ma di voler continuare ad esibirsi sino alla fine del 2009, prima di prendersi una lunga pausa. A novembre si esibisce all'MTV Unplugged a lei dedicato a Osaka, di cui viene successivamente realizzato un DVD.
Nel marzo 2010 chiude il suo contratto con la Warner, annunciando che lavorerà in via indipendente con la sua etichetta A stAtione e con la Avex Group.
Il suo terzo album in studio, The Beginning, viene pubblicato il 1º febbraio 2012. Il 20 marzo 2013 viene invece pubblicato il singolo Beautiful/Chiisana Ashiato, il primo dopo Minna Sora no Shita, pubblicato oltre 3 anni prima. Nel settembre dello stesso anno pubblica Yūon Club: 1st Grade, un album di cover. Per il 2014 l'artista ha annunciato l'uscita di un nuovo singolo, Number One, e di un DVD live intitolato Ayaka Live Tour 2013: Fortune Cookie~Nani ga Deru Kana!? at Nippon Budokan.

## Discografia

### Album in studio
| Anno | Titolo          | Classifica JAP | Certificazione JAP |
| ---- | --------------- | -------------- | ------------------ |
| 2006 | First Message   | 1              | Diamante           |
| 2008 | Sing to the Sky | 2              | Platino (3)        |
| 2012 | The Beginning   | 1              | Platino            |

### Raccolte
| Anno | Titolo                             | Classifica JAP | Certificazione JAP |
| ---- | ---------------------------------- | -------------- | ------------------ |
| 2009 | Ayaka's History 2006–2009          | 1              | Diamante           |
| 2012 | Ayaka's Best - Ballad Collection - | 7              | Oro                |

### Album di cover
| Anno | Titolo               | Classifica JAP | Certificazione JAP |
| ---- | -------------------- | -------------- | ------------------ |
| 2013 | Yūon Club: 1st Grade | 4              | Oro                |

### Singoli
- 2006 - I Believe
- 2006 - Melody: Sounds Real
- 2006 - Real Voice
- 2006 - Mikazuki
- 2007 - Winding Road (feat. Kobukuro)
- 2007 - Jewelry Day
- 2007 - Clap & Love/Why
- 2008 - Te o Tsunagō/Ai o Utaō
- 2008 - Okaeri
- 2008 - Anata to (feat. Kobukuro)
- 2009 - Yume wo Mikata ni/Koi Kogarete Mita Yume
- 2009 - Minna Sora no Shita
- 2013 - Beautiful/Chīsana Ashiato
- 2014 - Number One

## Videografia

### DVD
| Anno | Titolo                                                                     | Classifica JAP |
| ---- | -------------------------------------------------------------------------- | -------------- |
| 2007 | Ayaka Live Tour: First Message                                             | 2              |
| 2010 | MTV Unplugged Ayaka                                                        | 2              |
| 2012 | Ayaka Live Tour 2012: The Beginning~Hajimari no Toki                       | 6              |
| 2014 | Ayaka Live Tour 2013: Fortune Cookie~Nani ga Deru Kana!? at Nippon Budokan | TBA            |